# Symfonie nr. 4 (Reed)
Alfred Reed voltooide zijn Symfonie nr. 4 is een compositie voor harmonieorkest van de Amerikaanse componist Alfred Reed uit 1992. Het stuk is geschreven in opdracht van het Wereld Muziek Concours (WMC) te Kerkrade, waar het in 1993 een verplicht werk was voor harmonieorkesten in de concertafdeling. 
Er zijn van dit werk verschillende opnames op cd, waaronder een live-registratie door het Harmonieorkest St. Michaël Thorn op he WMC in Kerkrade en door de Koninklijke Militaire Kapel.